# Автошлях США 90
Автошлях США 90 або (US Route 90 також US Highway 90, US 90) — головна автомагістраль, що проходить зі сходу на захід Сполучених Штатів на півдні США. Незважаючи на «0» у номері маршруту, США 90 ніколи не був повним маршрутом від узбережжя до узбережжя. За винятком короткочасного розширення на північ до Автошляху США 62/Автошляху США 180 поблизу Пайн-Спрінгс, штат Техас, який існував менше року, його західна кінцева зупинка завжди була у Ван-Горні, штат Техас; це перехрестя з Interstate 10 Business (колишня назва Автошлях США 80) на північ від розв'язки з Interstate 10. Його східна кінцева станція знаходиться на Флоридській державній дорозі A1A в Джексонвілл-Біч, Флорида, за три квартали від Атлантичного океану.
29 серпня 2005 року внаслідок урагану Катріна було зруйновано або пошкоджено кілька автомагістральних мостів у Міссісіпі та Луїзіані, включно з мостами Бей-Сент-Луїс, Білоксі-Бей Брідж і Форт-Пайк . НАС 90 має сім виїздів на I-10 у штаті Флорида. Він також включає частину маршруту ДеСото між Таллахассі та Лейк-Сіті, Флорида.

### Техас
US 90 починається на перехресті з BL I-10 і SH 54 у центрі міста Ван Горн. Потім він прямує на південь-південний схід у напрямку Марфи, де маршрут починає прямувати на схід. Маршрут здебільшого складається з двох смуг на захід від Увальде. У цей момент вона стає чотирисмуговою наземною дорогою, доки не досягне західного округу Бексар, де стане автострадою, що з’єднується з I-10 у центрі Сан-Антоніо. Ця одночасність з I-10 продовжується з перервами в західному Х'юстоні, де США 90 слідує по автостраді Кеті. Розділ США 90, яка мультиплексується з I-10 через Х'юстон, є єдиною ділянкою маршруту, яка не має знаків. У східному Х'юстоні, США 90 відділяється від I-10 і прямує на північний схід до Ліберті, зрештою проїжджаючи через центр Бомонта, де знову з’єднується з I-10 для решти маршруту через Техас.

### Луїзіана

НАС 90 (на передньому плані) перетинає Байо des Алеманди в місті Дез Аллемандс в Луїзіані

В’їзд до Луїзіани із заходу США 90 і I-10 прямують поруч через озеро Чарльз до Лафайєтта. [[Автошлях США 90 У Лафайєтті, і I-10 розходяться: I-10 прямує на схід до Батон-Руж, а США 90 повертає на південь і проходить через Нову Іберію, Франклін, Морган-Сіті та столичний район Хоума – Байо-Кейн – Тібодо, перш ніж досягти Нового Орлеана. Чотири смуги США 90 був підштовхнутий у 1990-х роках колишнім сенатором штату Карлом В. Бауером через його роль голови губернаторської міжштатної автомагістралі 49 Task Force, а також є членом Торгової палати Великого Лафайєта.

### Міссісіпі
До урагану Катріна, в частині штату Міссісіпі автошлях 90 був повністю чотирисмуговим, за винятком дуже короткого сегмента на західній частині штату, що вів до старого мосту Перл-Рівер у Луїзіану. Цей відрізок старого шосе у більшості випадків уникає розширенням чотирисмугової дороги від її розгалудження з автошляху 90 до I-10 на схід від набагато новішого Перлового мосту.

### Алабама

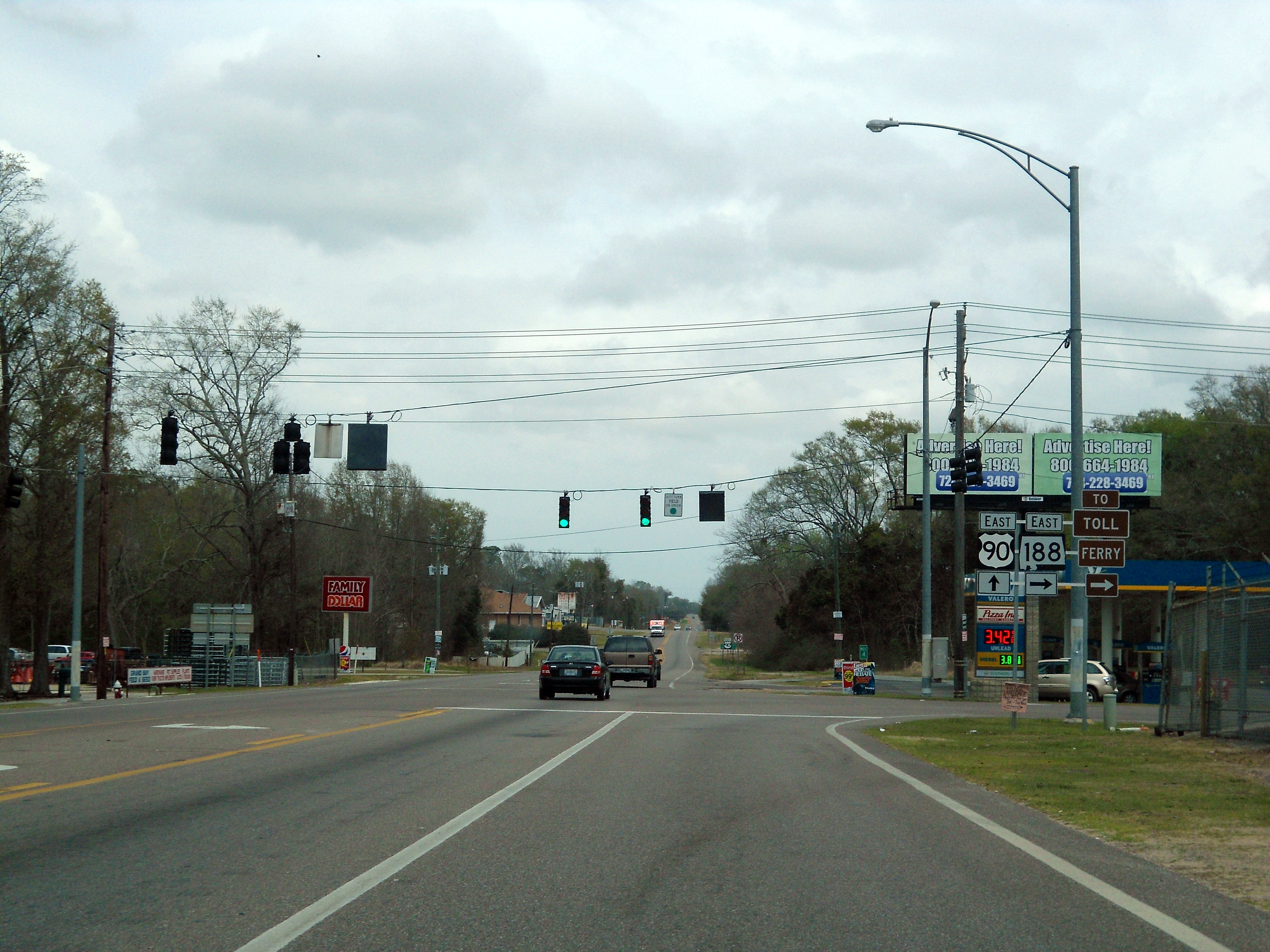
Паралельний маршрут автошляху 90/автошлях штату Алабама 188 закінчується в Гранд-Бей.

US 90, внутрішньо визначений Департаментом транспорту Алабами як державний маршрут 16 (SR 16) — головна магістраль штату зі сходу на захід через південну частину штату Алабама США. НАС 90/SR 16 перетинає крайню південну частину штату, охоплюючи приблизно 124 кілометри. Маршрути проходять через округ Болдуін перед в'їздом у місто Мобіл, де він збігається з автошляхом 98, а пізніше приєднується до US Truck Route 98, ненадовго перекриваючи міжштатну 165. Частина автошляху 90, яка перетинає Мобільну затоку, на місцевому рівні називається « Козуей». Із завершенням I-10, США 90/SR 16 служить переважно як місцевий маршрут, що з’єднує міста на своєму шляху.

### Флорида

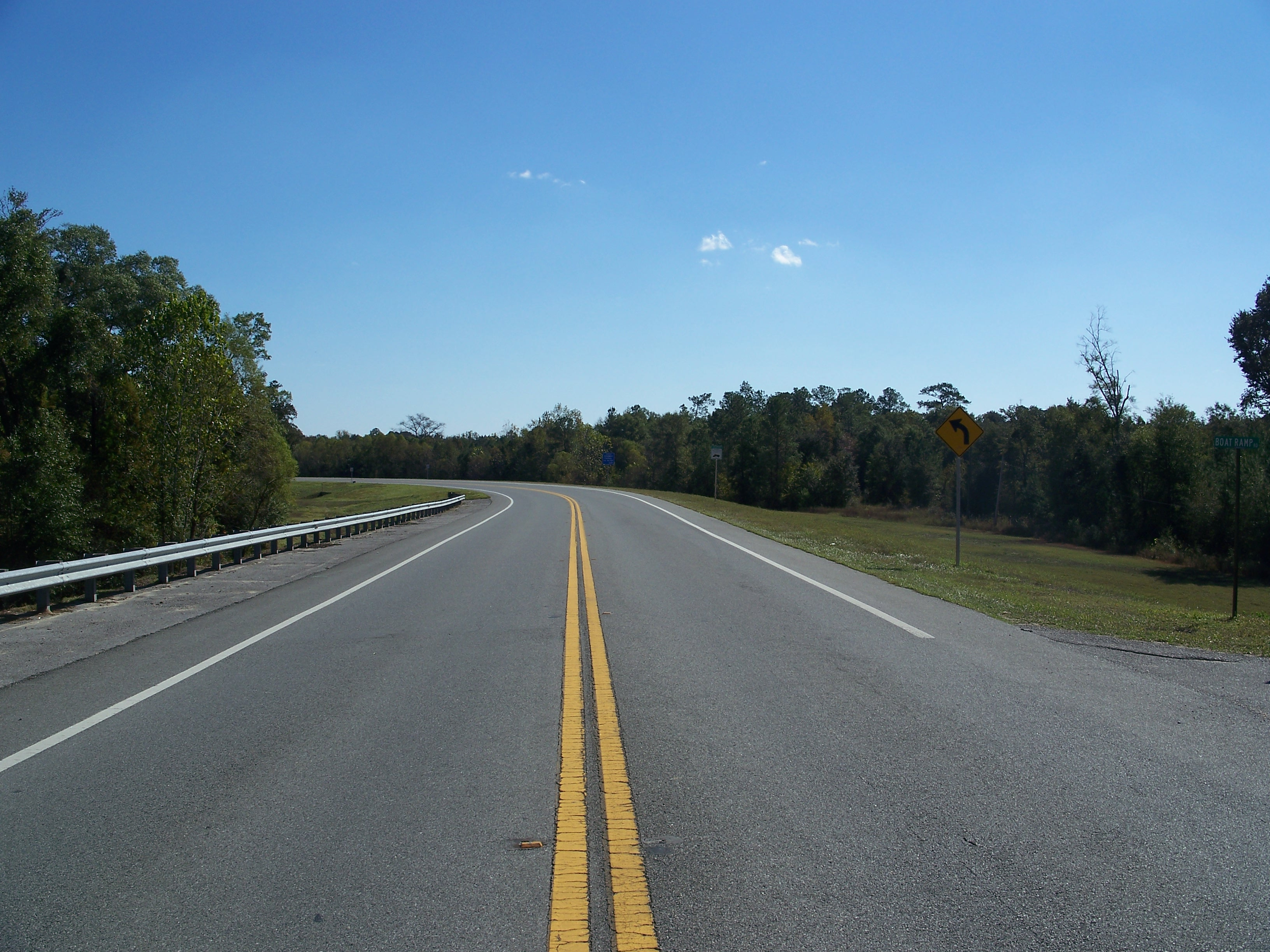
Автошлях 90, біля річки Чоктоватчі, на схід

Коли автошлях в'їжджає в штат Сонця, він зміщується на південь у бік Пенсаколи, тоді він переходить в Альтернативний автошлях 90  пролягаючи на північ від міста. Ця ділянка шосе також відома як Nine Mile Road. Після того, як ураган Іван зруйнував міст I-10 на північному заході Флориди, автомобілісти чекали цілих дві години, щоб переїхати міст Ескамбія між округами Санта-Роза та Ескамбія.

## Історія

### Ураган Катріна
США 90 міст між Бей-Сент-Луїс, штат Міссісіпі, і Пасс-Крістіан, штат Міссісіпі, а також міст між Білоксі, штат Міссісіпі, і Оушен-Спрінгз, штат Міссісіпі, були зруйновані ураганом Катріна в серпні 2005 року. Під час шторму міст Сент-Луїс-Бей опинився під водою і зруйнований. Частини автошляху 90 було пошкоджено вздовж Battleship Parkway в Мобільній затоці в окрузі Болдуін, штат Алабама. Ділянки шосе в окрузі Харрісон, штат Міссісіпі, включно з іншими мостами та більшою частиною дорожнього полотна, були пошкоджені або зруйновані. І міст Ріголетс, і міст Шефа Ментера через перевал Шефа Ментера на сході Нового Орлеана були пошкоджені, але з тих пір їх знову відкрили. Деякі ділянки шосе в Новому Орлеані тижнями були непрохідними під паводковими водами через загальне затоплення цього міста; див. Вплив урагану Катріна на Новий Орлеан. Міст Crescent City Connection через річку Міссісіпі в секторі 49, також відомому як Business автошлях 90, залишився недоторканим і був єдиним придатним для використання шляхом виходу з цього міста відразу після шторму, доки ділянку Лік-авеню/Рівер-роуд між Новим Орлеаном і Метері не вдалося розчистити від важких уламків, але він був заблокований Представники правоохоронних органів Джефферсона Періша та Гретни роблять політично суперечливий крок, щоб запобігти поширенню грабунку та загальної анархії на відносно неушкоджений західний берег річки Міссісіпі.